# Abel Delzenne
Abel Delzenne, né à Ath le 28 novembre 1914 et mort à Tournai le 18 mai 2004, est un musicien belge, prêtre catholique (chanoine), organiste, compositeur, pédagogue et maître de chapelle.

## Origines
Abel Delzenne naît à Ath (B) dans une famille d'imprimeurs attachée à la défense du dialecte local. Son premier apprentissage musical se fait à l'Académie de Musique de la ville. Appelé au sacerdoce, il est ordonné prêtre en 1942. À Tournai, l'abbé Delzenne poursuit ses études musicales avec André Collin (directeur du Conservatoire de Tournai) auprès duquel il remporte un Premier Prix de Contrepoint (1946). À Bruxelles, il se voit décerner un Prix de Direction par l'Union des chefs de chant (1947), lors d'un concours présidé par Joseph Jongen.
En 1946, il entre au service de la cathédrale Notre-Dame de Tournai en qualité de chapelain-chantre, tâche à laquelle s'ajoute celle d'organiste de chœur.
Parallèlement à son ministère sacerdotal, l'abbé Delzenne se consacre à la direction de la Maîtrise de la cathédrale (1957-1977) et de l'École Saint-Grégoire (1946-1981).
En outre, il rédige plusieurs articles (musicaux et historiques) et compose quelques œuvres (voir infra).
Il décède à Tournai le 18 mai 2004.

## L'École Saint-Grégoire

Abel Delzenne aux claviers de l'orgue de l'École Saint-Grégoire (1949).

Au lendemain de la seconde guerre mondiale, à la suite du chanoine Joseph-Jules Dedoncker, l'abbé Delzenne se voit confier la direction de l'École Saint-Grégoire, fondée en 1878 dans le but de former les musiciens se destinant au service du culte (parmi les anciens élèves de l'institut figure Jean Absil, compositeur et pédagogue belge). En 1946, l'institution lui échoit dans des conditions difficiles (les locaux ayant été détruits par le bombardement de 1940). De nouvelles salles de cours ayant été trouvées, l'abbé Delzenne fait construire un orgue d'étude par la Maison Maurice Delmotte (1949).
Convaincu qu'une institution telle de l'École Saint-Grégoire doit rayonner, l'abbé Delzenne organise, dès 1948, les Matinées de Saint-Grégoire (voir modèle de programme infra), auditions thématiques auxquels s'associent des musiciens et musicologues parmi lesquels figurent : Jean Absil (compositeur), Jules Bastin (basse), Ernest Closson (musicologue), André Dumortier (pianiste), Maurice Guillaume (organiste), Joseph Jongen (organiste et directeur du Conservatoire Royal de Bruxelles), Jeanne Joulain (organiste), Jean Langlais (organiste), Dom Joseph Krebs (organologue), Charles Van den Borren (professeur d'université).
Durant 35 années, l'abbé Delzenne (devenu chanoine) forme de nombreux organistes pour le diocèse (et au-delà) ainsi que du Nord de la France. Certains de ses anciens élèves poursuivront leurs études dans les Conservatoires Royaux (belges) ou dans des Conservatoires français.
Parmi ceux-ci, citons :
- Henri Barbier : organiste, maître de chapelle, fondateur de la Chapelle Musicale de Tournai[8], directeur de l'École Saint-Grégoire, inspecteur de l'enseignement musical, directeur du Conservatoire Royal de Mons.
- Jean-Pierre Deleuze : compositeur, professeur au Conservatoire Royal de Bruxelles, membre de l'Académie royale des sciences, des lettres et des beaux-arts de Belgique.
- Pierre Deroubaix : organiste.
- Stéphane Detournay : organiste, musicologue, professeur au Conservatoire Royal de Mons, directeur de l'Académie de Musique Saint-Grégoire.
- Jean-Luc Hofmann, organiste.
- Roland Servais : organiste, musicologue, expert en facture d'orgue, directeur de l'IMEP[9].

En 1987, l'École Saint-Grégoire fait l'objet d'un classement dans l'enseignement artistique secondaire à horaire réduit subventionné par la Communauté française de Belgique. Depuis lors, elle porte le nom d'Académie de Musique Saint-Grégoire.

## Maître de chapelle

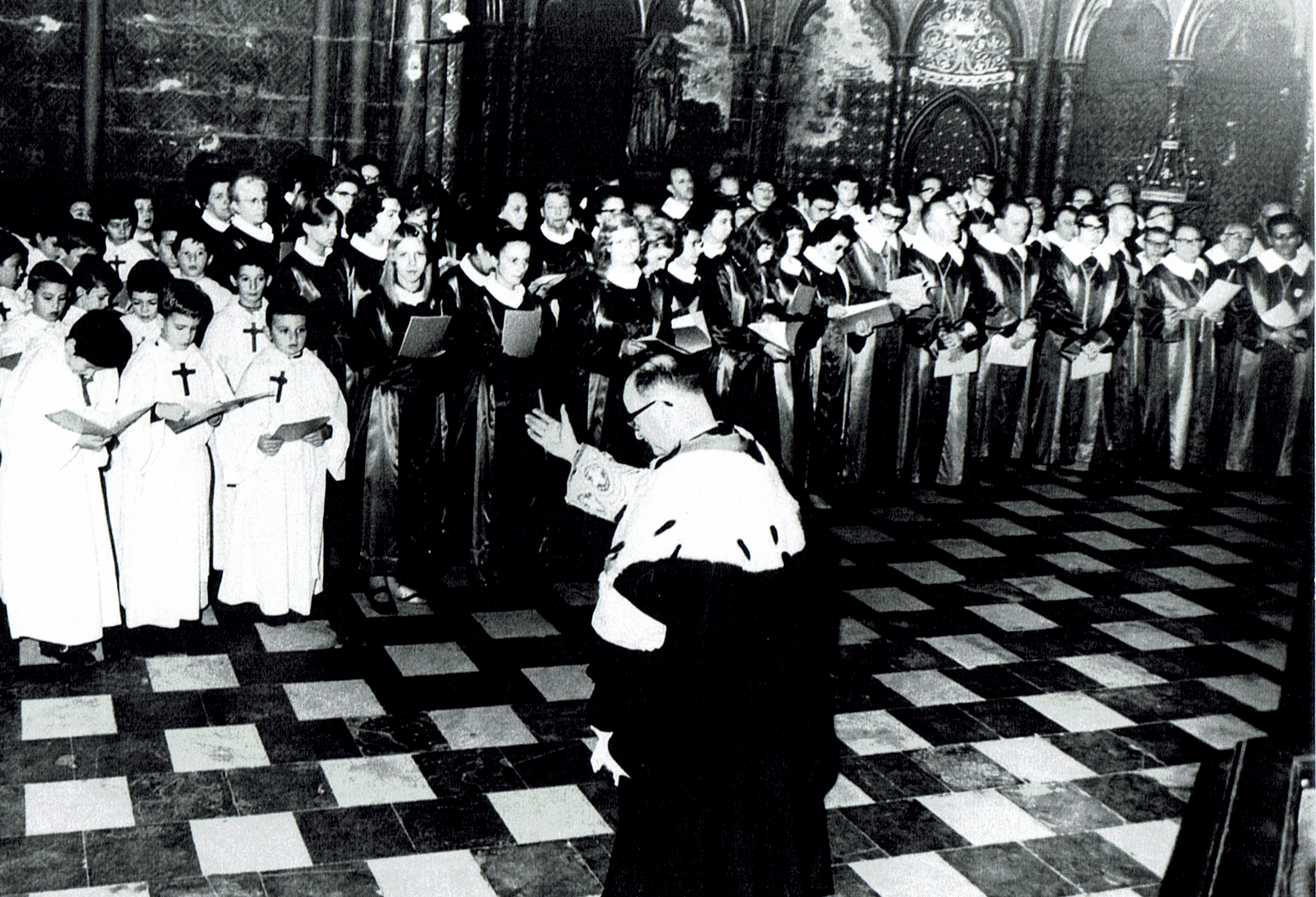
Maîtrise de la Cathédrale Notre-Dame de Tournai dirigée par Abel Delzenne (années 1970)

En 1957, succédant au chanoine Jules Cordier, l'abbé Delzenne devient Maître de Chapelle de la cathédrale de Tournai. À l'époque, cette maîtrise immémoriale (remontant au Xe siècle) est considérée comme l'une des plus réputées de Belgique. Le nouveau Maître de Chapelle maintient le grand répertoire de musique sacrée (grégorien et polyphonique) tout en accueillant des œuvres nouvelles parmi lesquelles figurent des pièces de Jean Langlais, Gaston Litaize, Maurice Guillaume.
Au cours des années 1960, Abel Delzenne prend une part active dans le Renouveau Liturgique prôné par le Concile Vatican II. Avec la Messe Joyeuse Lumière, il entend répondre au désir exprimé par un certain nombre de Pères Conciliaires, à savoir : "que les musiciens essaient de tirer parti des mélodies grégoriennes en essayant de les adapter aux textes nouveaux".
À plusieurs reprises, Abel Delzenne exprimera son inquiétude quant à la fracture grandissante entre musique sacrée et musique liturgique, conséquence — selon lui — d'une libre interprétation des textes conciliaires, qui invoquerait abusivement le concept de "Pastorale Liturgique" pour justifier des choix purement subjectifs, privilégiant des chants liturgiques de facture souvent médiocre.

## La "Messe de Tournay"
En 1962, Abel Delzenne est à l'origine de la première exécution "aux temps modernes de la célèbre Messe de Tournay, à l'occasion du centenaire de la découverte de son manuscrit par Edmond de Coussemaker. La première exécution, donnée dans l'église du Séminaire Épiscopal de Tournai, sera rapidement suivie d'une seconde, dans la Grande Salle du Conservatoire Royal de Bruxelles.

## Organiste

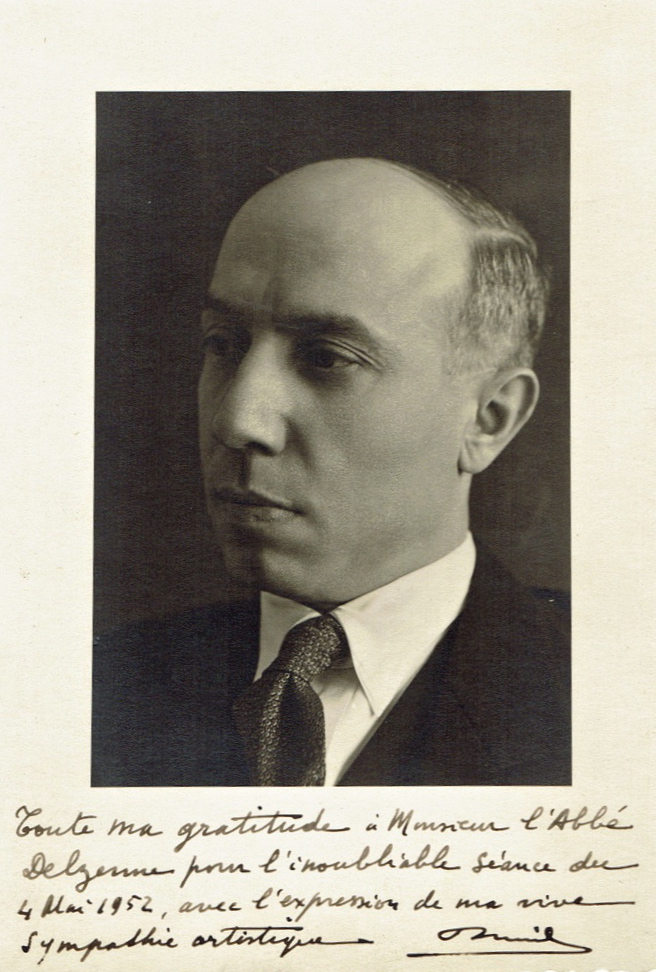
Portrait dédicacé du compositeur Jean Absil, ancien élève de l'Ecole Saint-Grégoire : "Toute ma gratitude à Monsieur l'Abbé Delzenne pour l'inoubliable séance du 4 mai 1952, avec l'expression de ma vive sympathie artistique".

Titulaire de l'orgue de chœur (Merklin-Schütze) de la cathédrale Notre-Dame de Tournai, l'abbé Delzenne inaugure de nombreux instruments dans le Tournaisis (en particulier l'orgue de l'église Saint-Brice à Tournai), mais aussi en Pays d'Ath. Et jusqu'en Italie (église paroissiale de Pisogne).

## Œuvres

### Claviers

#### Piano

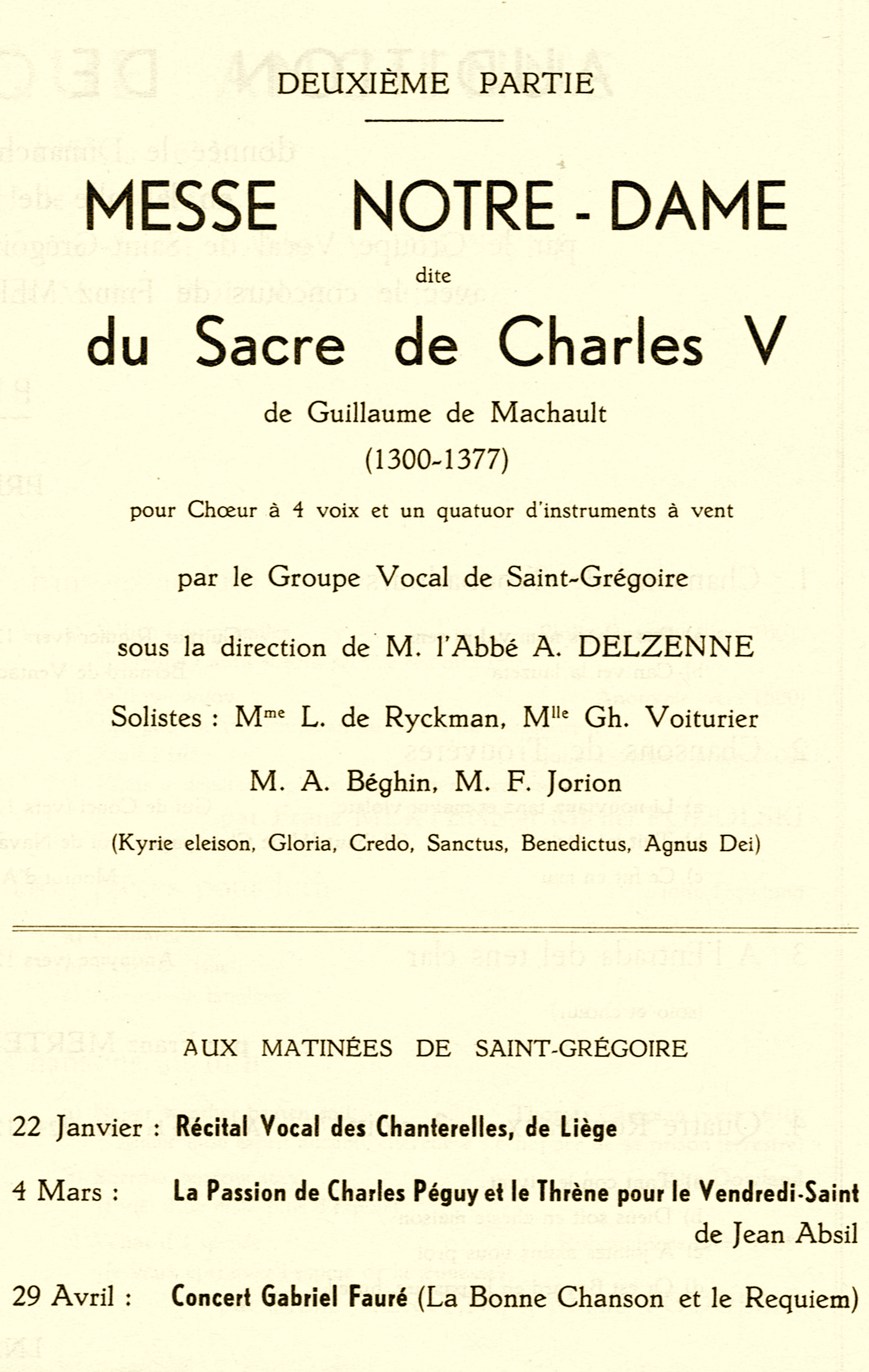
Programme des "Matinées de Saint-Grégoire".

- Programme des "Matinées de Saint-Grégoire".La petite Madame Gouyasse, miniature pour piano (folklore athois).
- Au bois du Roy, 2 pièces pour piano (folklore athois).

1. À pas menus
2. Ronde pour tous les âges

- Ramintvances, évocations montoises, esquisse pour piano.
- Balaam, illustrations musicales pour un conte d'André Delzenne[17].

1. Les trois ânons d'Arziv
2. La nuit de Noël de Balaam
3. Le marché du Temple

- Les filles de mon école : cinq caricatures pour piano.

1. La débutante
2. L'insouciante
3. La rêveuse
4. La babillarde
5. La fan

#### Orgue
- Adorate Deum omnes angeli ejus (paraphrase pour le 3e dimanche après l'Epiphanie).
- Postlude festif.
- Magnificate Dominum (Postlude).
- Petite Suite (en cinq mouvements).

1. Choral
2. Canon
3. Cantilène
4. Improvisation
5. Marche

- L'église romane, suite brève en trois mouvements[18].

1. Nef rustique
2. Aube Dominicale
3. Jeux d'arcades

### Musique de chambre
- Balade au Pays d'Ath pour flûte, hautbois, cordes et carillon (sur une chanson de Léon Jouret). Il existe une seconde version pour flûte et cithare.
- Les 3 (p'tits) suisses, trio pour flûte, violoncelle et piano.

1. L'aîné bien qu'abondamment velu
2. Le cadet s'pèse
3. Le "der", hier, le plus jeune des trois

- I n'peut pas, pour flûte et piano.

### Harmonie ou fanfare
- Branqu'gnies (fantaisie sur des airs populaires d'Ath pour harmonie ou fanfare).

### Musique vocale

#### Voix et piano
- O mon Dieu, Trinité que j'adore, mélodie pour voix et piano.

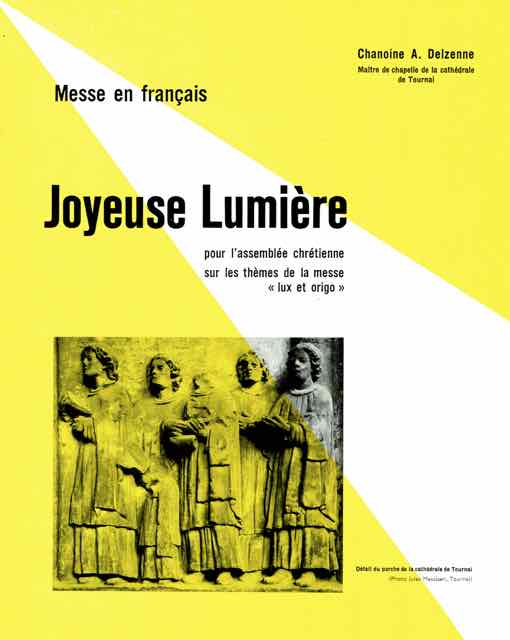
Messe en français "Joyeuse Lumière", composée par Abel Delzenne (sur des thèmes grégoriens de la Messe "Lux et Origo".

- Messe en français "Joyeuse Lumière", composée par Abel Delzenne (sur des thèmes grégoriens de la Messe "Lux et Origo".Cantate à Notre-Dame, pour 2 voix égales et piano.
- Le Printemps, pour 2 voix égales et piano (extrait des Chansons du Pays d'Ath).

#### Voix et orgue
- Chant de l'année sociale, pour voix et orgue.

#### Voix, orgue et flûte
- Inspire notre "oui", Seigneur, pour voix, flûte et orgue, sur un texte de Jean Galot.

#### Chœur a cappella
- Comme une biche, pour chœur à 4 voix.
- Sub tuum praesidium, motet à 3 voix.
- Chant de mariage, pour chœur à 4 voix.

#### Chœur, orgue et cuivres
- Te Deum, pour chœur à pour 4 voix mixtes et baryton solo avec grand orgue, orgue d'accompagnement, 2 trompettes, 2 trombones.

### Musique liturgique
- Messe Joyeuse Lumière, pour assemblée (à une voix) et orgue. Textes français du Missel sur les thèmes de la Messe Lux et Origo, Tournai, Le Centre Diocésain de Documentation, Tournai, et Paris, H. Dessain & Tolra (AEI), 1965.

### Harmonisations
Abel Delzenne a harmonisé des mélodies espagnoles (à caractère liturgique) destinées au diocèse de Caracas, au Venezuela.

## Discographie
- Abel Delzenne et Michel-Ange Demey : 2 Messes en français pour l'Assemblée (Messe Joyeuse Lumière et Messe Dieu de l'Univers), disque vinyle, 45 tours, Edition Studio SM, Belgium. Réf : SM 17 A-210[19].

## Écrits

### Monographie
- Le chanoine Nicolas Joachim 1872-1945 : un maître de chapelle de la cathédrale de Tournai. Contribution à l'histoire musicale de la cathédrale de Tournai, Louvain, Presses de la Bibliothèque Centrale de l'Université, 1973[20].

### Articles
- Hommage au Chanoine Jules Cordier, inédit, 1974.
- Hommage à Jean Absil, conférence donnée dans le cadre des Matinées de Saint-Grégoire, inédit, 1952.
- L'École Saint-Grégoire, revue Tournai, reconstruction et avenir, no 26, 1948.
- L'École Saint-Grégoire : un peu d'histoire, revue Église de Tournai, no 10, 1986.
- Les Matinées de Saint-Grégoire, revue Tournai, reconstruction et avenir, no 35, 1948.
- Le Chanoine Joseph Dedoncker, un demi-siècle de dévouement à la cause de la musique religieuse, revue Musica Sacra no 2, 49e année, Bruges, Desclée De Brouwer; 1947-48.
- Mise en question du rôle de la Maîtrise : réactions et conséquences, inédit, 1962.
- Quelques réflexions sur la musique sacrée : La musique sacrée en péril ?, inédit, 1966.
- Tournai, École Saint-Grégoire, Musica Sacra, n°II-III, 1946-47.
- Un mémorial au chanoine Joachim, revue L'Organiste, UWO, VI, 21, 1974-1[21].